# História transgênero no Brasil
A história transgênero no Brasil compreende a história das pessoas trans (transexuais, de terceiro gênero e travestis) no Brasil, suas lutas e organização desde o período pré-colonial até os dias modernos. Antes da colonização do Brasil, os povos indígenas respeitavam vários terceiros gêneros transmasculinos e transfemininos; no processo de colonização, houve execuções públicas de pessoas trans e a imposição sistemática do gênero binário ocidental. No final do século XIX, ocorreram diversas prisões de travestis negras e ocasionais reportagens sensacionalistas sobre elas. Na década de 1920, havia drag queens populares e, na década de 1950, algumas travestis tornaram-se estrelas de teatros de revista. A partir da década de 1960, os periódicos LGBT discutiam publicamente as dificuldades enfrentadas pelas travestis e transexuais.
A ditadura militar no Brasil (1964-1985) realizou prisões em massa de travestis e as censurou. Muitas emigraram para Paris, e a maioria que permaneceu foi pressionada a trabalhar com prostituição. Na segunda metade da ditadura, a censura foi afrouxada e as travestis começaram a reentrar no teatro e a se organizar abertamente. Após a ditadura, as prisões em massa continuaram, juntamente com execuções extrajudiciais cometidas por militares e grupos de justiceiros. O movimento por direitos homossexuais distanciou-se das travestis em busca de respeitabilidade. Em 1992, foi criada a primeira organização política de travestis, que começou a defender o tratamento do HIV e protestar contra a brutalidade policial. Durante a década seguinte, mais organizações trans foram criadas, e elas começaram a fazer parcerias com as de gays e lésbicas.
Em 1997, as cirurgias de afirmação de género foram aprovadas em base experimental. Em 2008, elas passaram a ser cobertas pelo Sistema Único de Saúde com exigências rigorosas, e em 2009 os tribunais estabeleceram o direito de mudança de nome e sexo nas certidões de nascimento após a cirurgia. Em 2017, a exigência para a mudança de nome passou a ser o reconhecimento judicial da identidade transgênero e, em 2019, a atestação própria. Desde que a Transgender Europe começou a registrar dados em 2008, o Brasil teve as maiores taxas anuais globais de assassinatos de pessoas trans.

## Povos indígenas e colonização
No século XVI, padres jesuítas registraram encontros com indígenas transmasculinos que viviam como homens, se casavam e se ofendiam se fossem chamados de mulheres. Em 1587, a Notícia do Brasil descreveu as cudinas, indígenas transfemininos que eram tratadas como mulheres. Elas viveram como mulheres desde novas, arranjaram maridos e se juntaram às mulheres menstruadas quando exiladas para um canto da aldeia. De 1536 a 1821, a “sodomia” era punida pela inquisição portuguesa com prisão, tortura e confisco de bens. A colonização era considerada pelos portugueses como necessária para regular as práticas de indígenas consideradas como “contrárias à natureza”, tal qual a “sodomia”.
O padre francês capuchino Yves d'Evreux relatou ter conhecido, entre 1613 e 1614, um indígena (agora chamado de Tibira do Maranhão) que fugira para o mato por ouvir dizer que os franceses "estavam procurando por ele e por seus similares para matá-los e purificar a terra de suas crueldades" em nome da Igreja Católica; depois de capturado, foi levado para o forte de São Luís, amarrado a um canhão e sentenciado pelos líderes indígenas locais, após o que foi morto por disparo da peça de artilharia efetuado por uma das lideranças. Yves registrou que o chefe indígena que fez o disparo, por nome Karuatapiran ou "Cardo Vermelho", disse a Tibira que "se você quer ter um cabelo longo no Paraíso e o corpo de uma mulher em vez do de um homem, peça a Tupã que lhe dê o corpo de uma mulher, e você ressuscitará como uma mulher, e lá no Paraíso você estará entre mulheres e não homens."
Em 1711, a primeira constituição da Arquidiocese da Bahia estabelecia a pena de multa de cem cruzados e, dependendo da situação, o banimento para homens que se vestissem como mulher. Na década de 1750, os portugueses estabeleceram o controle administrativo do sexo e do gênero na vida quotidiana, fazendo valer a heterossexualidade e a adesão às normas e papéis de gênero ocidentais. Nos 100 anos seguintes, no Brasil, ocorreram repetidas prisões por “travestir-se”, principalmente de travestis negras. Na segunda metade do século XIX, os jornais brasileiros noticiavam relatos sensacionalistas sobre travestis e divulgavam seus nomes e endereços.

## Século XX

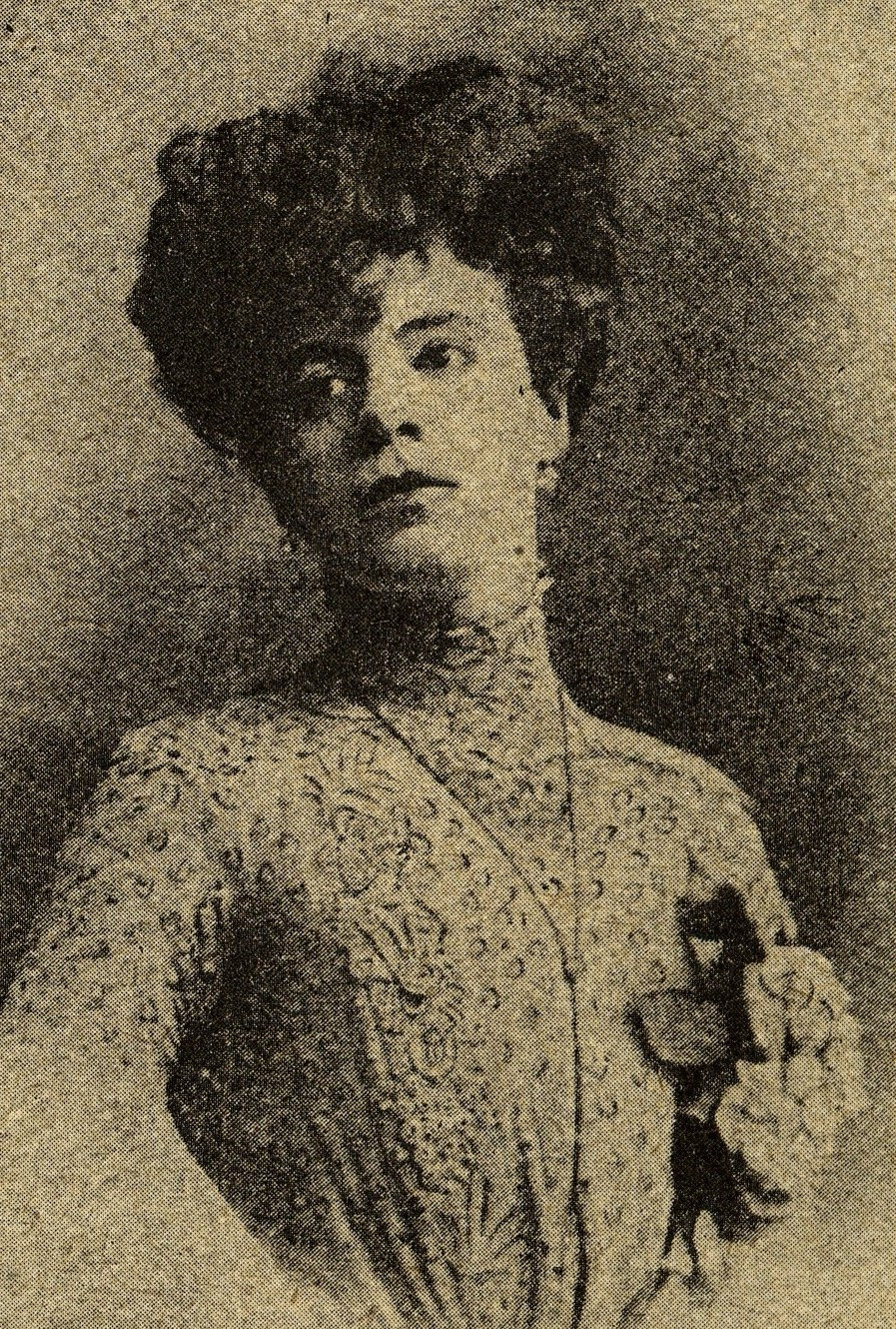
Dina Alma de Paradeda

Em 1910, na Die Travestiten, Magnus Hirschfeld relatou a história de Dina Alma de Paradeda, socialite brasileira que se tornou figura popular nos bailes de Berlim e que ele afirmava ter conhecido pessoalmente; ela suicidou-se em 1906, em vez de cumprir a ordem de um assistente médico de se despir e se submeter a um exame médico. Nas décadas de 1920 e 30, drag queens como John Bridges e Aymond tiveram peças populares onde personificavam estrelas femininas de sua época. Nas décadas de 1950 e 60, bares gays começaram a ser abertos em Copacabana e as travestis ganharam maior aceitação no teatro, tendo antes sido relegadas ao Carnaval e aos bailes drags.
Na década de 1950, os teatros de revista chegaram ao auge de sua popularidade. Em 1953, Ivaná Monteiro Damião tornou-se estrela de espetáculos desse tipo e, nas décadas de 1950 e 60, apareceu no cinema como mulher. Foi apresentada como uma artista francesa, apesar de ser portuguesa e viver há muito tempo no Rio de Janeiro. No início, seu sexo ficou oculto, até que os produtores começaram a utilizá-lo em ações de marketing. Ela é frequentemente citada como a primeira travesti famosa do teatro brasileiro, mas deu o crédito a Aymond. Em 1959, a revista O Cruzeiro publicou uma reportagem sobre Mário da Silva, um homem trans que aos 18 anos passou por uma cirurgia de afirmação de gênero em sua cidade natal, Itajaí, Santa Catarina. Em 1963, o Jornal O Snob, voltado para o público gay, discutiu diferentes identidades de gênero contemporâneas no Rio, que incluíam bichas, bofes, bonecas e entendidos.

### Ditadura militar (1964-1985)

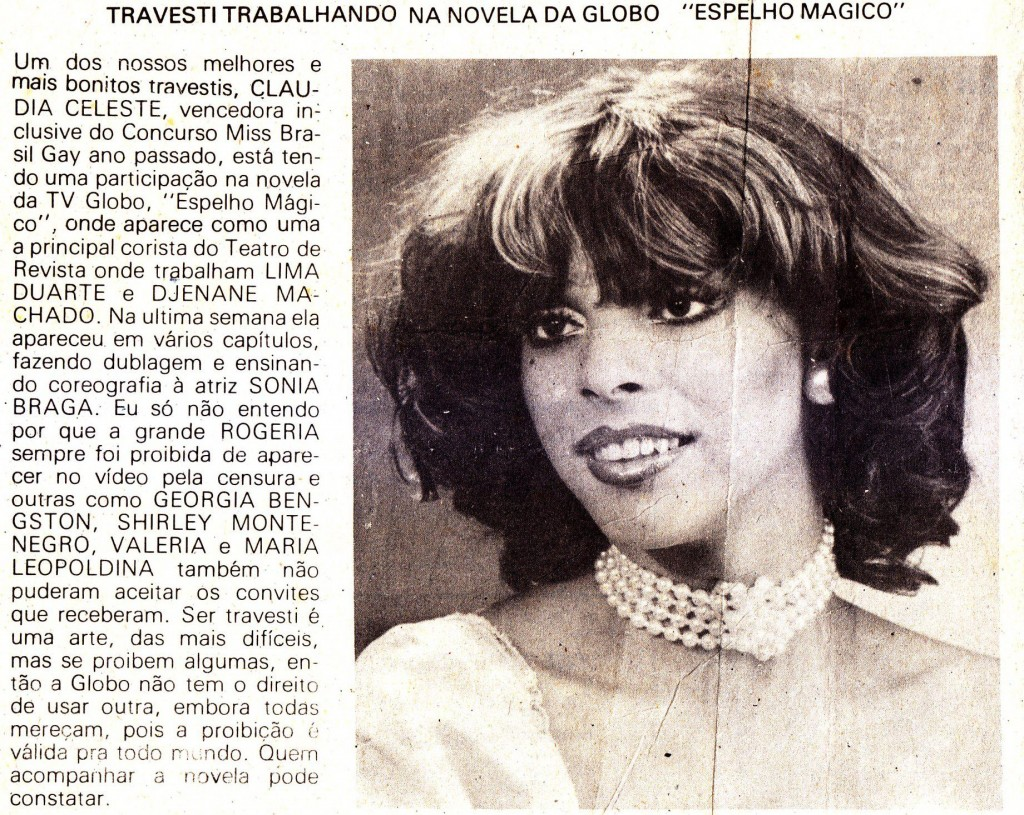
Cláudia Celeste, a primeira estrela travesti da televisão

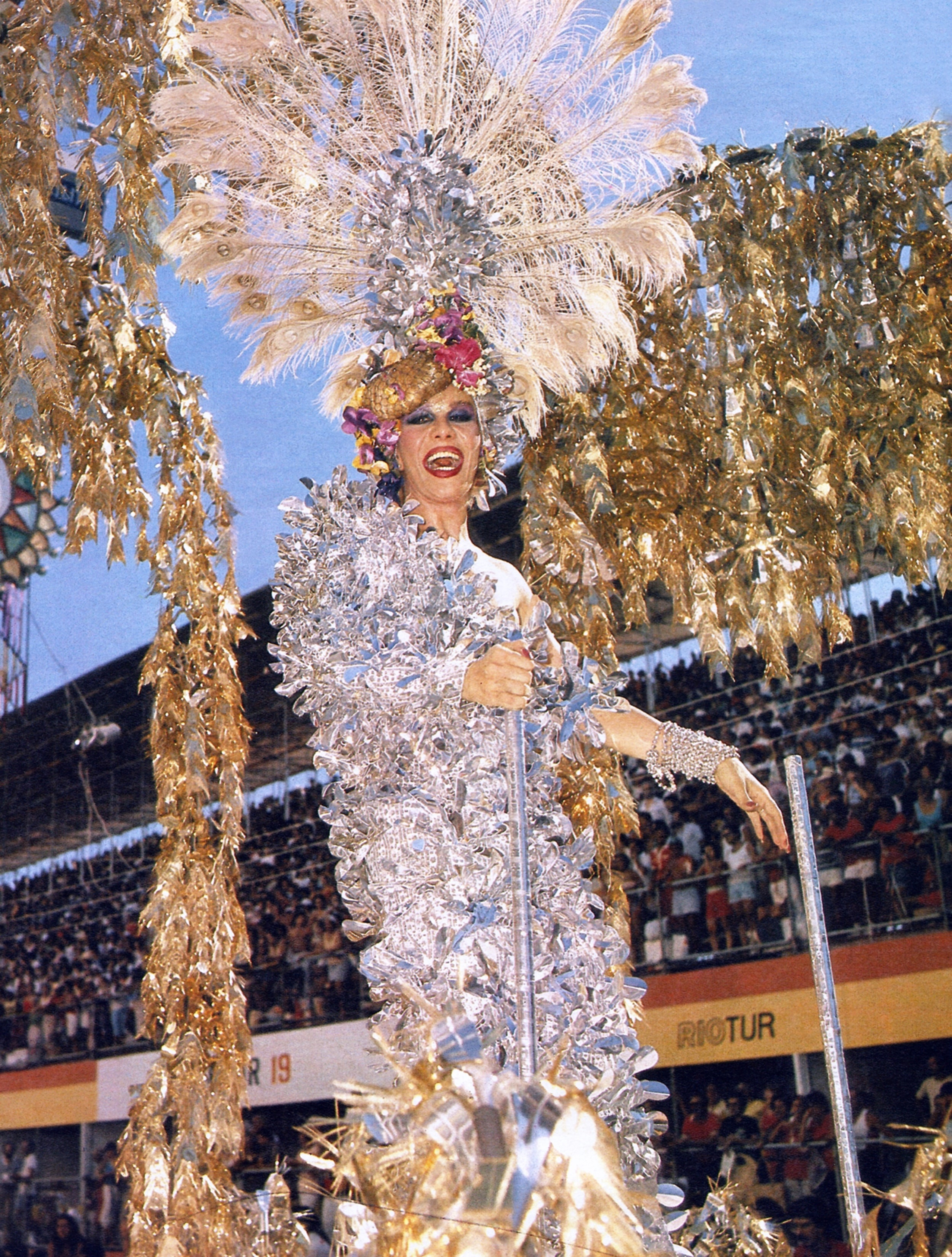
Rogéria, "a travesti da família brasileira", em 1982

A repressão militar começou no final dos anos 60 e atingiu o seu auge nos anos 70, tendo como alvo principalmente suspeitos de serem comunistas e pessoas LGBT, das quais as mais reconhecidas da época eram travestis. Os militares censuravam programas de travestis na televisão e no teatro e algumas pessoas designadas como homens ao nascer foram presas por parecerem femininas. Durante o mesmo período, o Pajubá, uma mistura do português e de línguas da África Ocidental faladas por praticantes de religiões afro-brasileiras, tornou-se popular entre as travestis e expandiu-se para incluir termos relevantes para que pessoas LGBT se comunicassem secretamente. Em 1964, Rogéria tornou-se estrela de teatros de revista e logo depois se mudou para a Europa com outras travestis famosas, onde se tornou uma das primeiras travestis brasileiras a iniciar a terapia hormonal de afirmação de gênero. Ao final da década de 1960 e início da década de 70, a maioria das travestis do Rio tomava hormônios. Pouco depois da fuga das estrelas, principalmente para Paris, aproximadamente duzentas outras travestis as seguiram até a cidade francesa. No final da década de 1970, o número cresceu para quinhentos e, na década de 80, chegou a dois mil. Como resultado da exclusão no mercado de trabalho, das dificuldades com moradias no Brasil e do crescimento da indústria de trabalho sexual, a maioria das travestis restantes foram sistematicamente levadas à prostituição durante este período; embora as travestis fossem associadas ao teatro na década de 60, elas passaram a ser associadas ao crime e à prostituição na década de 80. Muitas começaram a usar perigosas injeções de silicone vendidas no mercado negro, além de hormônios.
Em 1968, após a aprovação do Ato Institucional n.º 5, o ministro das Relações Exteriores José de Magalhães Pinto formou uma comissão para investigar subversivos suspeitos de serem LGBT com base em exames médicos e psiquiátricos e denúncias externas. Em 1970, a ditadura aprovou o Decreto-Lei n. 1077, que lhes conferia o poder de censurar comunicações que considerassem uma ameaça à instituição da família. Em 1971, Valdirene Noguiera recebeu uma cirurgia de afirmação de gênero do Dr. Roberto Farina. A cirurgia, realizada no Hospital Oswaldo Cruz, em São Paulo, foi um sucesso; no entanto, Farina foi acusado pelo Estado de lesões corporais e condenado a dois anos de prisão. A primeira cirurgia em um homem trans, João W. Nery, foi realizada clandestinamente por Farina em 1977.
O período de 1975 a 1985, conhecido como abertura da ditadura, viu o crescimento de vários movimentos de libertação. Entre 1978 e 1981 foi publicado o primeiro jornal LGBT do Brasil, O Lampião da Esquina, que chamou a atenção para os assassinatos, muitas vezes cometidos pela polícia, de homossexuais e travestis, bem como para a luta pelos direitos e aceitação LGBT. Em 1980, criticou a exclusão de travestis do Encontro Brasileiro de Homossexuais. Em meados da década de 1970, em São Paulo, uma perseguição sistemática levou à prisão de mais de duas mil travestis que foram então tratadas como presas políticas. Em 1980, durante o carnaval do Rio de Janeiro, a polícia atacou, torturou e matou homossexuais e travestis em um bar local. Em 1981, o exército iniciou a Operação Rondão, que tinha como alvo travestis e prendeu 1500 em uma semana, antes de ser recebida com uma grande manifestação. Mesmo assim, os direitos dos transgêneros tiveram alguns avanços durante esse período. De 1978 a 1979, o Dr. Roberto Farina foi absolvido de toda responsabilidade criminal em julgamento e posterior recurso no caso da primeira cirurgia de afirmação de gênero realizada no Brasil.
Em 1977, Cláudia Celeste tornou-se a primeira atriz travesti de televisão do Brasil. Rogéria voltou na década de 1970 e tornou-se estrela de teatro, de televisão e de cinema com o apelido de “a travesti da família brasileira” de 1980 até sua morte em 2017. Cláudia Wonder foi uma estrela do rock travesti nos anos 80 e, ao contrário de suas antecessoras, seu trabalho era de contracultura e mesclado ao ativismo LGBT. Em 1984, Nery lançou a autobiografia Erro de Pesspa: Joana ou João?, o primeiro registro de um homem autodeclarado trans no Brasil. No mesmo ano, Brenda Lee, uma travesti paulista, criou o Palácio das Princesas em sua casa, cuidando de travestis soropositivas e vítimas de violência. O nome foi alterado para Casa de Apoio Brenda Lee em 1986 e ainda estava aberta em 2019.

### Período pós-ditadura (1986-1999)

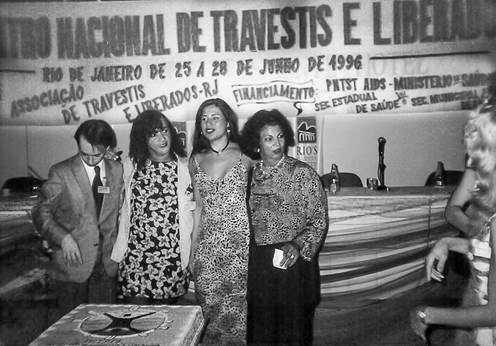
ENTLAIDS em 1996. Da esquerda para a direita: André Fernandes, Jovanna Baby (presidente da ASTRAL), Indianarae Siqueira, e Kátia Tapety

Depois da ditadura, na segunda metade da década de 1980, a situação das travestis piorou. A Polícia Militar, grupos paramilitares e justiceiros caçavam travestis e as matavam sem medo de consequências legais. Em 27 de fevereiro de 1987, a polícia de São Paulo lançou a Operação Tarântula, um programa que visava as travestis por sua identidade; foi oficialmente suspenso em 10 de março devido à pressão de grupos de direitos LGBT após a prisão de aproximadamente trezentas travestis. Em 1987, o presidente do grupo Triângulo Rosa João Antônio Mascarenhas compareceu perante a Assembleia Constituinte de 1987 para dizer que a associação com travestis prejudicaria o movimento homossexual. Na Constituinte, ativistas do movimento homossexual brasileiro propuseram adicionar a orientação sexual como uma classe protegida em uma cláusula de não discriminação; enquanto falavam, diferenciavam "homossexuais respeitáveis", como eles próprios, de "travestis".
Na década de 1990, o Instituto Superior de Estudos da Religião (ISER) desenvolveu um projeto de prevenção da AIDS que distribuiu produtos a profissionais do sexo. Jovanna Baby trabalhou como encaminhadora médica de travestis a partir de 1990. Em 2 de maio de 1992, Baby e outras travestis profissionais do sexo se reuniram no ISER para formar a primeira organização política de travestis da América Latina e a segunda do mundo, a Associação de Travestis e Liberados (ASTRAL), com Baby como presidente. As primeiras ações da ASTRAL foram organizar-se contra a violência policial e as prisões indiscriminadas de travestis que eram prostitutas, além de organizar-se para melhorar o atendimento às pessoas com HIV/AIDS.
Até a década de 1990, travestis e transexuais não estavam formalmente incluídos no movimento homossexual brasileiro. Em 1993, a ASTRAL organizou o primeiro Encontro Nacional de Travestis e Liberados. Participaram 95 membros de cinco estados. Em 1996, no quarto encontro, passou a receber recursos do Programa Nacional DST-AIDS do governo federal e passou a se chamar Encontro Nacional de Travestis na Luta contra a AIDS (ENTLAIDS). Em 1995, as organizações travestis foram formalmente incluídas nos espaços dos movimentos homossexuais pela primeira vez no 8º Encontro Brasileiro de Gays e Lésbicas, que viu a criação da Associação Brasileira de Gays, Lésbicas e Travestis (ABGLT) e seria renomeada em 1997 para Encontro Brasileiro de Gays, Lésbicas e Travestis (EBGLT). Nesse período, o que era conhecido como Movimento Homossexual Brasileiro (MHB) foi gradualmente renomeado para Movimento de Gays e Lésbicas (MGL) e depois Movimento de Gays, Lésbicas e Travestis (MGLT).
Em 1992, Kátia Tapety foi eleita vereadora da Colônia do Piauí, tornando-se a primeira travesti a ocupar cargo eletivo no Brasil. Em 1997, o Movimento Transexual de Campinas foi formado a partir de conexões feitas entre participantes do ENTLAIDS. Distinguiu-se pelos objetivos pedagógicos de tentar educar a população, popularizando uma compreensão médica da transexualidade, e por manter forte relacionamento com serviços de saúde como o Hospital das Clínicas da Unicamp. Houve um grande impacto na políticas de saúde sobre transição e no mesmo ano as cirurgias de afirmação de gênero deixaram de ser consideradas um "crime de mutilação" e passaram a ser realizadas experimentalmente em alguns hospitais universitários conforme a Resolução 1482/97 do Conselho Federal de Medicina.
No final da década de 1990, não havia um consenso nacional sobre o uso de termos de identidade. A letra T em GLT ou GLBT poderia significar travestis, transexuais ou transgêneros, e a maioria das travestis e ativistas transexuais não se reconhecem no termo transgênero. Finalmente, as pessoas trans brasileiras começaram a usar trans enquanto rejeitavam o transgênero. Em 1999, no Rio de Janeiro, o Disque Defesa Homossexual (DDH) foi formado pela secretaria estadual de segurança pública em conjunto com ativistas e pesquisadores LGBT com representação tripartite de um gay, uma lésbica e uma travesti. O objetivo do DDH era transformar a polícia de uma instituição opressora em relação às pessoas LGBT para uma que as protegesse; levou a um crescimento na criação de agendas de segurança pública LGBT por conjuntos híbridos de Estado e ativistas. Em dezembro de 2000, em Curitiba, a Articulação Nacional de Travestis e Transexuais (ANTRA) foi formada; em 2013, ela contava com mais de 80 organizações associativas e era a maior rede de pessoas trans da América Latina.

## Século XXI

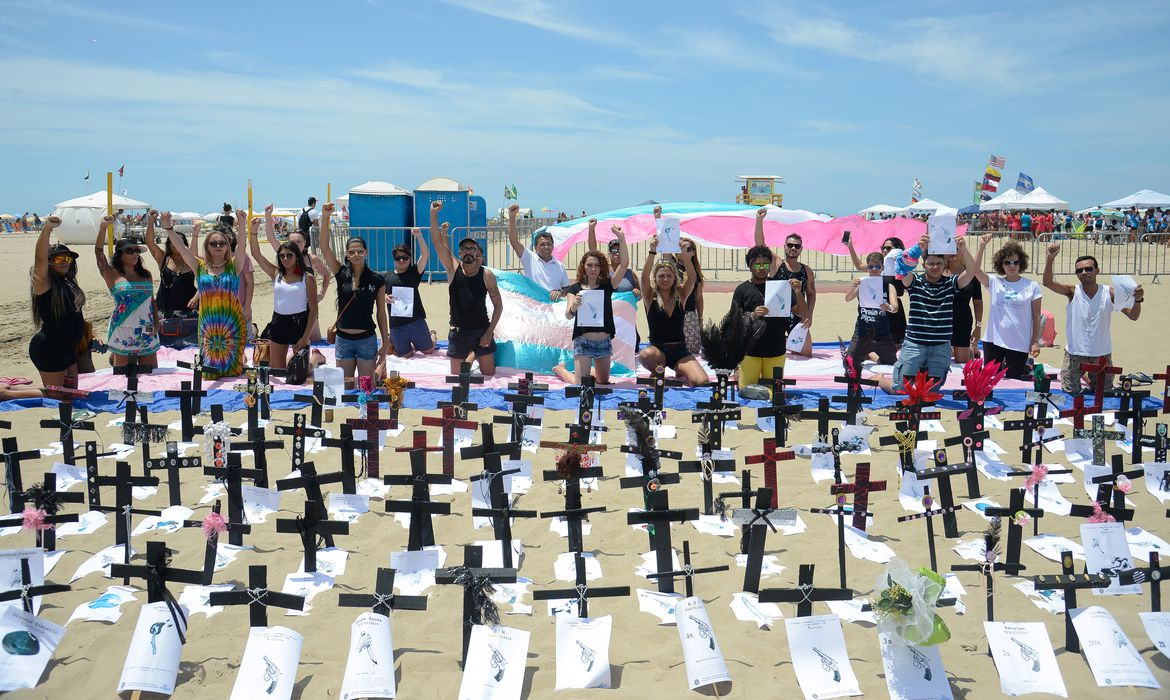
144 cruzes erguidas na praia de Copacabana no Dia da Visibilidade Trans em 2017 para representar cada pessoa trans morta no Brasil em 2016

Em 2008, no 22º EBGLT em Brasília, um grupo organizou o primeiro encontro nacional de transexuais com a participação de aproximadamente 30 lideranças nacionais. O mandato 2010-2013 da ABGLT foi o primeiro a ter uma travesti na diretoria, além de uma vice-presidente trans. O crescimento das mídias sociais em meados dos anos 2000 levou à criação de grupos e recursos online para homens trans brasileiros. Em 2011, João W. Nery expandiu e republicou sua autobiografia chamada Viagem Solitária: Memórias de um transexual trinta anos depois, tornando-se um ativista proeminente por direitos de homens trans. A primeira organização para homens trans, a Associação Brasileira de Homens Trans, foi fundada em julho de 2012. Teve curta duração e acabou sendo substituída pelo Instituto Brasileiro de Transmasculinidades (IBRAT), fundado em 13 de junho. O IBRAT ajudou a organizar o primeiro Encontro Nacional de Homens Trans em março de 2015.
Em 2008, o Ministério da Saúde brasileiro passou a oferecer cirurgias de afirmação de gênero por meio do Sistema Único de Saúde; os requisitos incluíam 2 anos de psicoterapia e a aprovação das autoridades de saúde locais. Em 2009, o Superior Tribunal de Justiça (STJ) estabeleceu o direito das mulheres trans que passaram por cirurgia de mudar seu nome e gênero em suas certidões de nascimento. Em 2017, o STJ substituiu a exigência da cirurgia pela comprovação judicial da identidade transgênero. Em 2018, o Grupo de Advogados pela Diversidade Sexual (GADvS) juntamente com ativistas LGBT defenderam com sucesso uma nova legislação de reconhecimento da identidade de gênero; O Supremo Tribunal Federal (STF) decidiu que as pessoas trans podem ter carteiras de identidade e documentos oficiais compatíveis com seu gênero e nome sem exigências médicas, legais ou judiciais. Em 2019, o STF emitiu uma decisão segundo a qual a discriminação anti-LGBT deveria ser processada ao abrigo de leis que regem a discriminação racial até que o Congresso aprovasse legislação específica sobre direitos LGBT. Um estudo de 2021 encontrou 34 barreiras à sua implementação.
De acordo com relatório da Transgender Europe publicado em 2021, o Brasil teve o maior número de assassinatos contra pessoas trans e queer em todo o mundo pelo 13º ano consecutivo; dos 375 assassinatos registrados em todo o mundo naquele ano, 125 ocorreram no Brasil, embora o relatório tenha esclarecido que esse número pode estar subestimado devido a casos e mortes não relatados. A ANTRA publicou um relatório no início de 2021 que estimava 175 transfeminicídios em 2020, 82% dos quais cometidos contra pessoas negras. A pandemia da COVID-19 também agravou as disparidades socioeconômicas e de saúde já existentes: cerca de 70% das pessoas queer e trans não conseguiram acessar os serviços de emergência, algumas tiveram de fazer a destransição quando regressaram a suas famílias que não as apoiavam devido a demissões em massa, e os suicídios entre pessoas trans aumentaram durante o lockdown. Nas eleições de 2022 foram eleitas as primeiras legisladoras travestis para o Congresso Nacional: Erika Hilton e Duda Salabert, vereadoras de São Paulo e Belo Horizonte respectivamente. A ANTRA registrou mais de 30 candidatas trans concorrendo às eleições, aproximadamente 80% das quais sofreram ameaças de assédio e intimidação, incluindo ameaças de morte.